# Homestead, Wisconsin
Homestead là một thị trấn thuộc quận Florence, tiểu bang Wisconsin, Hoa Kỳ. Năm 2010, dân số của thị trấn này là 328 người.